# Phoracantha synonyma
Phoracantha synonyma es una especie de escarabajo del género Phoracantha, familia Cerambycidae. Fue descrita científicamente por Newman en 1840.
Esta especie se encuentra en Australia y Nueva Zelanda.
Mide 2 centímetros de longitud.